# Друга ліга СРСР з футболу 1991 (західна зона)
Другий сезон західної буферної зони другої ліги чемпіонату СРСР з футболу.
Після завершення сезону 9 з11 ( окрім Ворскли і Галичини) українських клубів увійшли до складу новоствореної Вищої ліги України.

## Огляд
У турнірі брали участь 22 команди. Половину складали українські клуби. Як і минулого року вони домінували в західній зоні. До першої десятки увійшло сім команд з України: «Карпати» (Львів), «Зоря» (Луганськ), «Нива» (Тернопіль), «Нива» (Вінниця), «Торпедо» (Запоріжжя), «Волинь» (Луцьк) і СКА (Одеса).
Перемогу здобули львівські «Карпати». Другий рік поспіль найвлучнішим гравцем турніру став нападник тернопільської «Ниви» Ігор Яворський (22 забиті м'ячі).
Наступного року відбувся перший чемпіонат України. Дев'ять команд західної зони отримали право виступати у вищій лізі (окрім «Галичини» і «Ворскли»).

## Підсумкова таблиця
|     | Команда                    | І  | В  | Н  | П  | М+ | М- | О  |
| --- | -------------------------- | -- | -- | -- | -- | -- | -- | -- |
| 1.  | «Карпати» (Львів)          | 42 | 24 | 11 | 7  | 47 | 27 | 59 |
| 2.  | «Зоря» (Луганськ)          | 42 | 26 | 5  | 11 | 69 | 34 | 57 |
| 3.  | «Кяпаз» (Гянджа)           | 42 | 26 | 4  | 12 | 48 | 48 | 56 |
| 4.  | «Нива» (Тернопіль)         | 42 | 25 | 6  | 11 | 56 | 29 | 56 |
| 5.  | «Нива» (Вінниця)           | 42 | 21 | 7  | 14 | 54 | 40 | 49 |
| 6.  | «Торпедо» (Таганрог)       | 42 | 19 | 9  | 14 | 46 | 30 | 47 |
| 7.  | «Торпедо» (Запоріжжя)      | 42 | 18 | 10 | 14 | 63 | 50 | 46 |
| 8.  | «Волинь» (Луцьк)           | 42 | 19 | 7  | 16 | 46 | 33 | 45 |
| 9.  | «Тигина-Апоель» (Бендери)  | 42 | 18 | 8  | 16 | 49 | 39 | 44 |
| 10. | СКА (Одеса)                | 42 | 18 | 7  | 17 | 46 | 42 | 43 |
| 11. | «Карабах» (Агдам)          | 42 | 20 | 2  | 20 | 20 | 47 | 42 |
| 12. | «Дніпро» (Могильов)        | 42 | 18 | 6  | 18 | 47 | 37 | 42 |
| 13. | «Кремінь» (Кременчук)      | 42 | 16 | 9  | 17 | 56 | 50 | 41 |
| 14. | «Зоря» (Бєльці)            | 42 | 16 | 7  | 19 | 63 | 82 | 39 |
| 15. | «Суднобудівник» (Миколаїв) | 42 | 15 | 8  | 19 | 61 | 55 | 38 |
| 16. | «Динамо» (Брест)           | 42 | 14 | 9  | 19 | 50 | 50 | 37 |
| 17. | «Спартак» (Нальчик)        | 42 | 15 | 6  | 21 | 51 | 67 | 36 |
| 18. | «Галичина» (Дрогобич)      | 42 | 14 | 7  | 21 | 42 | 66 | 35 |
| 19. | «Ворскла» (Полтава)        | 42 | 10 | 11 | 21 | 39 | 60 | 31 |
| 20. | КІМ (Вітебськ)             | 42 | 11 | 8  | 23 | 43 | 55 | 30 |
| 21. | «Гоязан» (Казах)           | 42 | 13 | 2  | 27 | 29 | 61 | 28 |
| 22. | «Хімік» (Гродно)           | 42 | 7  | 9  | 26 | 32 | 55 | 23 |

## Бомбардири
| № | Гравець            | Голи | Команда               |
| - | ------------------ | ---- | --------------------- |
| 1 | Ігор Яворський     | 22   | «Нива» (Тернопіль)    |
| 2 | Юрій Горячев       | 19   | «Суднобудівник»       |
| 2 | Олександр Севідов  | 19   | «Зоря» (Луганськ)     |
| 4 | Віктор Сахно       | 18   | «Зоря» (Бєльці)       |
| 5 | Віталій Парахневич | 16   | СКА (Одеса)           |
| 6 | Олег Волотек       | 15   | «Зоря» (Луганськ)     |
| 6 | Олександр Гридюшко | 15   | КІМ (Вітебськ)        |
| 6 | Іван Шарій         | 15   | «Нива» (Вінниця)      |
| 9 | Володимир Мозолюк  | 14   | «Волинь» (Луцьк)      |
| 9 | Сергій Мурадян     | 14   | «Кремінь» (Кременчук) |
| 9 | Олег Радушко       | 14   | «Дніпро» (Могильов)   |

Найрезультативніші гравці українських команд (п'ять і більше забитих м'ячів):
- «Карпати» — Ярослав Козак (10), Руслан Забранський (7), Юрій Мокрицький (7), Віктор Рафальчук (5).
- «Зоря» (Луганськ) — Олександр Севідов (19), Олег Волотек (15), Володимир Фурсов (13), Ігор Фокін (7), Олексій Коробченко (5).
- «Нива» (Тернопіль) — Ігор Яворський (22), Ігор Біскуп (9), Сергій Райко (8).
- «Нива» (Вінниця) — Іван Шарій (15), Сергій Шубін (9), Юрій Беліченко (8), Сергій Попов (7).
- «Торпедо» (Запоріжжя) — Роман Бондаренко (12), Андрій Марєєв (10), Олександр Волков (9), Сергій Дягель (6), Ігор Якубовський (6), Ігор Черкун (5), Юрій Бакалов (5).
- «Волинь» — Володимир Мозолюк (14), Володимир Дикий (13).
- СКА (Одеса) — Віталій Парахневич (16), Владислав Зубков (5), В'ячеслав Єрємєєв (5), Андрій Строєнко (5).
- «Кремінь» — Сергій Мурадян (14), Адальберт Карпонай (12), Ігор Жабченко (9).
- «Суднобудівник» — Юрій Горячев (19), Сергій Морозов (11), Сергій Грозов (7).
- «Галичина» — Олег Головань (8), Іван Гамалій (5).
- «Ворскла» — Сергій Лукаш (5), Володимир Прокопиненко (5).

## Ігри, голи
Склади лідерів турніру:
| 1. «Карпати» (Львів) |
| Воротарі: Раймонд Лайзанс (41, 25п), Валерій Паламарчук (1, 2п), Олександр Сабодаш (1). Захисники: Олег Гула (37, 1), Роман Деркач (34), Олександр Чижевський (34), Микола Сич (30), Андрій Чікало (20), Богдан Недільський (12), Андрій Коваленко (10). Півзахисники: Юрій Мокрицький (39, 7), Віктор Рафальчук (39, 5), Василь Леськів (38, 1), Анатолій Мущинка (27, 2), Олександр Гій (18, 1), Олександр Кулішевич (4, 1), Володимир Шаран (8, 2). Нападники: Ярослав Козак (40, 10), Руслан Забранський (39, 7), Роман Толочко (36, 4), Роман Лаба (35, 1), Олег Яремчук (16, 1), Айварс Друпасс (15, 4), Андрій Грінер (5). Старший тренер — Ростислав Поточняк, начальник команди — Габор Вайда, тренер — Степан Юрчишин.         |
| 2. «Зоря» (Луганськ) |
| Воротарі: Андрій Нікітін (41, 33п), Валерій Серченко (5, 1п). Захисники: Геннадій Литвинов (40), Ігор Фокін (40, 7), Сергій Мірошкін (37), Володимир Бєдний (33, 4), Володимир Микитин (33), Микола Зуєнко (12), Геннадій Мардас (24), Микола Ордулі (4). Півзахисники: Олександр Андрощук (39), Олег Волотек (39, 15), Олексій Коробченко (39, 5), Валерій Решетнєв (29, 1), Андрій Порохненко (6), Дмитро Кара-Мустафа (4), Віталій Поляков (1). Нападники: Юрій Колесников (38, 3), Володимир Фурсов (38, 13), Олександр Севідов (36, 19), Сергій Божко (11, 1), Дмитро Курбатський (4), Олександр Малишенко (2). Старший тренер — Анатолій Куксов, начальник команди — Віктор Кузнецов, тренери — Анатолій Шакун, Олександр Шигидін. |